# Вими (Па-де-Кале)
Вими (фр. Vimy) — коммуна во Франции, регион О-де-Франс, департамент Па-де-Кале, округ Ланс, кантон Льевен. Расположена в 10 км к северу от Арраса и в 8 км к югу от Ланса, в 3 км от автомагистрали А26 "Англия" Кале-Труа. 
Население (2018) — 4 250 человек.

## История
Впервые упоминается в источниках в 1193 году. Как и все окрестные территории, Вими был местом многочисленных сражений французских, испанских, английских и голландских войск в XIV, XVII и XVIII веках. Наибольшую известность, однако, получило сражение Первой мировой войны 9—12 апреля 1917 года, получившее название «битва при Вими». Ключевую роль в нём сыграли вооружённые силы Канады, и это сражение стало важной страницей в истории Канады.
В 1922 году территория в районе высшей точки холма Вими была передана французскими властями народу Канады в знак признательности за заслуги канадцев во время войны. 26 июля 1936 года здесь был открыт Канадский национальный мемориал, крупнейший канадский военный мемориал. Его открывали король Великобритании Эдуард VIII (как король Канады) и президент Франции Альбер Лебрен в присутствии 50 тысяч канадских и французских ветеранов войны.

## Достопримечательности
- Неоготическая церковь Святого Мартина 1920 года
- Вимийский мемориал

## Экономика
Структура занятости населения:
- сельское хозяйство - 2,1 %
- промышленность - 5,7 %
- строительство - 8,5 %
- торговля, транспорт и сфера услуг - 45,6 %
- государственные и муниципальные службы - 38,0 %

Уровень безработицы (2017) — 11,2 % (Франция в целом — 13,4 %, департамент Па-де-Кале — 17,2 %). 

Среднегодовой доход на 1 человека, евро (2017) — 23 210 (Франция в целом — 21 110, департамент Па-де-Кале — 18 610).

## Демография
Динамика численности населения, чел.

## Администрация
Пост мэра Вими с 2020 года занимает Кристиан Спримон (Christian Sprimont). На муниципальных выборах 2020 года возглавляемый им правый список одержал победу во 2-м туре, получив 41,03 % голосов (из трех списков). 
| Период | Период | Фамилия          | Партия                                                                                        | Примечания                                       |
| ------ | ------ | ---------------- | --------------------------------------------------------------------------------------------- | ------------------------------------------------ |
| 1965   | 1995   | Фердинан Тиртен  | Разные правые                                                                                 | член Генерального совета департамента            |
| 1995   | 2014   | Лионель Ланкри   | Союз за французскую демократию, Объединение в поддержку Республики, Союз за народное движение | пенсионер, член Генерального совета департамента |
| 2014   | 2020   | Лионель Ларивьер |                                                                                               | врач                                             |
| 2020   |        | Кристиан Спримон | Разные правые                                                                                 |                                                  |

## Города-побратимы
- Хорли, Англия
- Фишах, Германия

## Галерея
- Церковь Святого Мартина
- Траншеи Первой мировой